# Castelnuovo di Conza
Castelnuovo di Conza là một đô thị (comune) thuộc tỉnh Salerno trong vùng Campania của Ý. Castelnuovo di Conza có diện tích 14 km2, dân số là 975 người (thời điểm năm 2006).